# Alzira Sequeira Freitas dos Reis

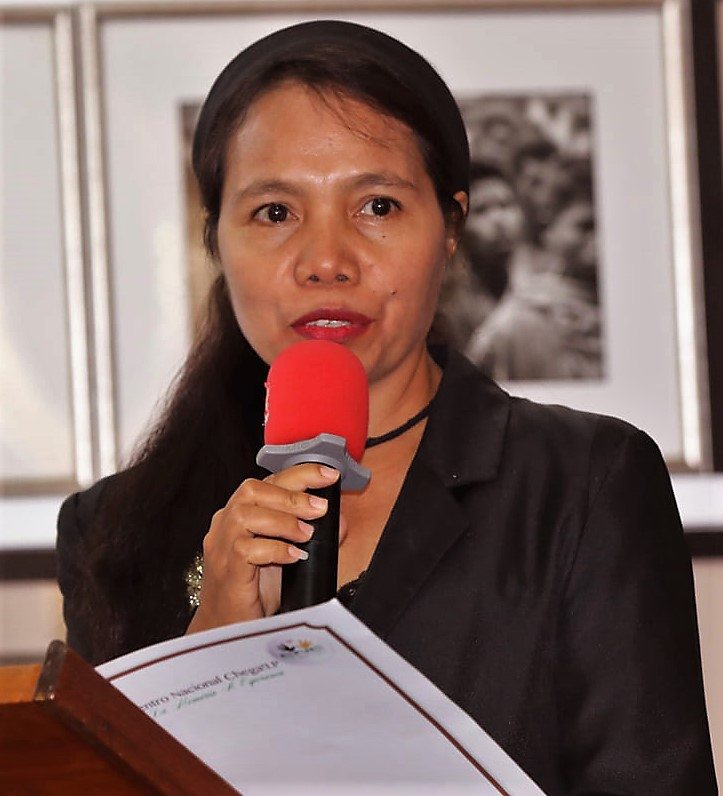
Alzira Sequeira Freitas dos Reis (2020)

Alzira Sequeira Freitas dos Reis (* 15. Januar 1979 in Buibau, Baucau, Osttimor) ist eine osttimoresische Frauenrechtlerin.
Reis wurde 2003 Administration und Program Manager der Alola Foundation. 2019 wurde sie zur Executive Director der Stiftung gewählt. Daneben arbeitete sie in verschiedenen anderen Nichtregierungsorganisationen. Unter anderem war sie drei Jahre Mitglied des Direktoriums Forum Organizasaun Naun Govermentál Timor-Leste (FONGTIL). Sie ist Vizepräsidentin des Direktorium vom Frauennetzwerkes Rede Feto. Als Repräsentantin der Nichtregierungsorganisation war sie 2011 bei der CEDAW's Universal Periodic Review in Genf und schrieb 2013 mit am Bericht „Civil Society Organizations on the Convention on the Right of the Child“. Außerdem nahm sie an Treffen in Busan, Peking und beim ASEAN People’s Forum (APF) teil.
2017 wurde Reis Mitglied des Verwaltungsrats des Centro Nacional Chega! (CNC). Am 30. Oktober 2020 wurde Alzira Sequeira Freitas dos Reis zur neuen Präsidentin des Verwaltungsrates vereidigt.